# (29165) 1989 UK1
(29165) 1989 UK1 est un astéroïde de la ceinture principale d'astéroïdes de 3,365 km de diamètre découvert en 1989.

## Description
(29165) 1989 UK1 a été découvert le 26 octobre 1989 à Kushiro (Japon) par Seiji Ueda et Hiroshi Kaneda.

### Caractéristiques orbitales
L'orbite de cet astéroïde est caractérisée par un demi-grand axe de 2,56 ua, un périhélie de 1,86 ua, une excentricité de 0,27 et une inclinaison de 11,60° par rapport à l'écliptique. Du fait de ces caractéristiques, à savoir un demi-grand axe compris entre 2 et 3,2 ua et un périhélie supérieur à 1,666 ua, il est classé, selon la JPL Small-Body Database, comme objet de la ceinture principale d'astéroïdes.

### Caractéristiques physiques
(29165) 1989 UK1 a une magnitude absolue (H) de 14,4 et un albédo estimé à 0,182, ce qui permet de calculer un diamètre de 3,365 km.Ces résultats ont été obtenus grâce aux observations du Wide-Field Infrared Survey Explorer (WISE), un télescope spatial américain mis en orbite en 2009 et observant l'ensemble du ciel dans l'infrarouge, et publiés en 2015 dans un article présentant les résultats concernant 7 956 astéroïdes.